# Adams Memorial (National Memorial)
Das Adams Memorial in Washington, D.C. ist ein geplantes National Memorial in den Vereinigten Staaten. Es soll an John Adams erinnern, der zweiter Präsident der Vereinigten Staaten war.
2001 hat der Kongress der Vereinigten Staaten der Anlage eines Memorials für Adams offiziell zugestimmt, die dafür gegründete Adams Memorial Foundation sammelt seither Mittel für den Bau des Monuments an der National Mall. Ein Zeitpunkt für die Errichtung ist noch nicht abzusehen.
An Adams erinnert in Washington nur ein Grabstein in Sektion E auf dem Rock Creek Cemetery, dessen besonderes Merkmal eine allegorische Bronzeplastik des Bildhauers Augustus Saint-Gaudens ist. Die eingehüllte Figur sitzt auf einem Block aus Granit, der eine Seite eines sechseckigen Grundrisses darstellt, der von dem Architekten Stanford White entworfen wurde. In seiner Heimatstadt Quincy, Massachusetts ist der Adams National Historical Park allen prominenten Mitgliedern der Familie Adams gewidmet.